# Castillo de Salvatierra (Ciudad Real)
El castillo de Salvatierra es una fortaleza de origen musulmán situada en el término municipal español de Calzada de Calatrava, al sur de la provincia de Ciudad Real, frente al vecino castillo-convento de Calatrava La Nueva. Entre ambos castillos discurre la carretera CR-504. Cerca de él pasa una de las más importantes vías naturales que cruzan Sierra Morena y unen la Meseta Central con la depresión del Guadalquivir.

## Historia
El origen de este castillo es todavía una incógnita, pues unos autores hablan de su construcción musulmana en los siglos X-XI, y otros, se remontan incluso hasta la época romana. Las fuentes escritas son pocas, por eso, hasta que no se realice una campaña intensiva de excavaciones arqueológicas, no sabremos más sobre la génesis de esta fortaleza. Aunque las crónicas se refieren a lo acontecido a finales del siglo XI y principios del XII, cuando esta zona era frontera y campo de batalla entre la cristiandad y el islam, la existencia anterior de este castillo pudiera haber obedecido al control de la población bereber manchega, que protagonizó algunos episodios de rebeldía durante los siglos XI y XII y a la confusión y perturbación propias de las épocas taifas. Su carácter es geoestrátegico.
A mediados del siglo XII la frontera entre cristianos y musulmanes avanzó hasta el valle del Guadiana, lo que dejaba a Salvatierra como punta de lanza en plena línea de vanguardia. En 1158 se creó la Orden de Calatrava. A lo largo de estos años este castillo debió estar bajo el control calatravo pues ya en 1170, en el seno de las primeras luchas internas por el maestrazgo, el maestre Don García y sus partidarios «fuéronse al castillo de Salvatierra».

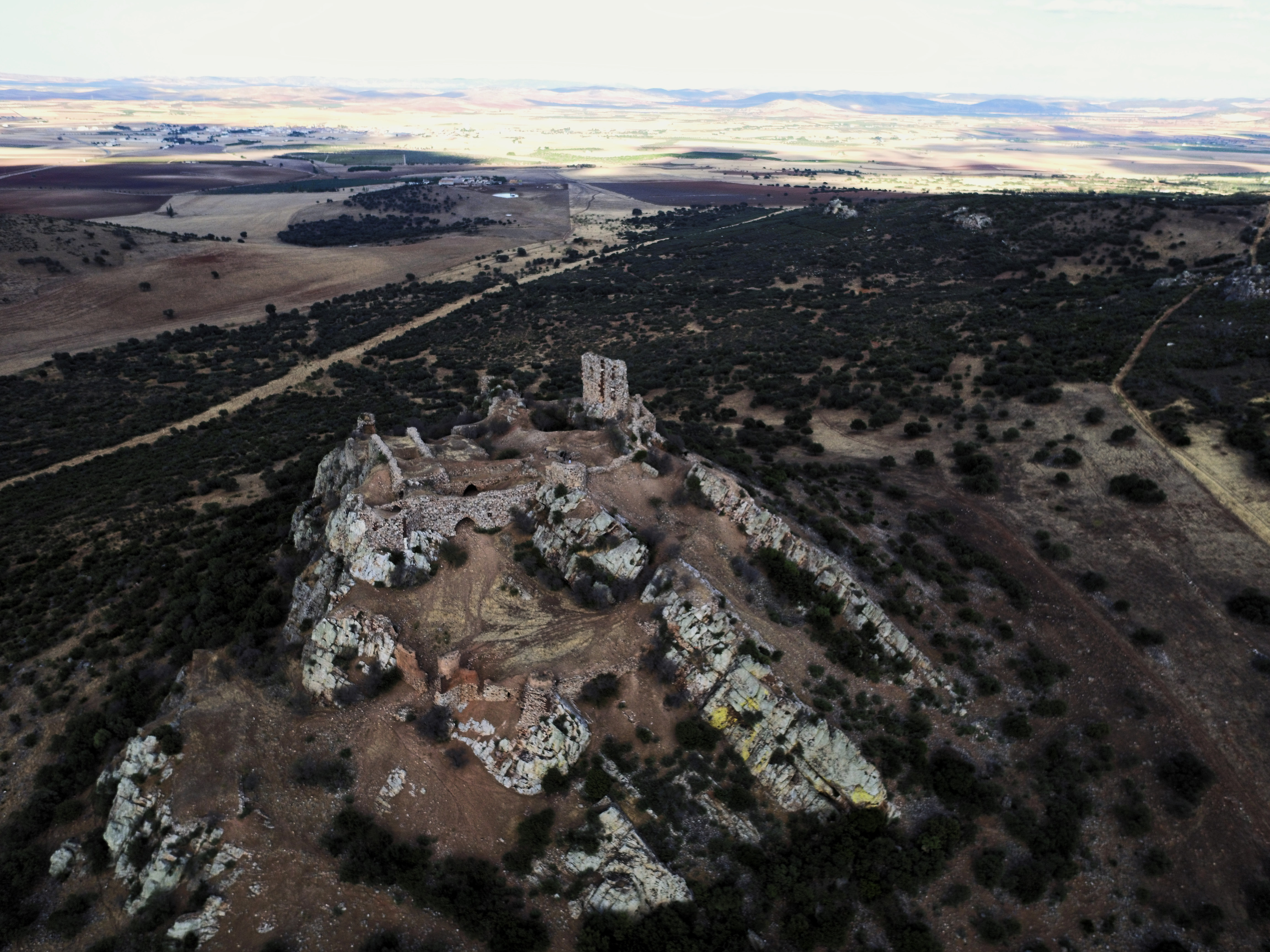
Vista aérea

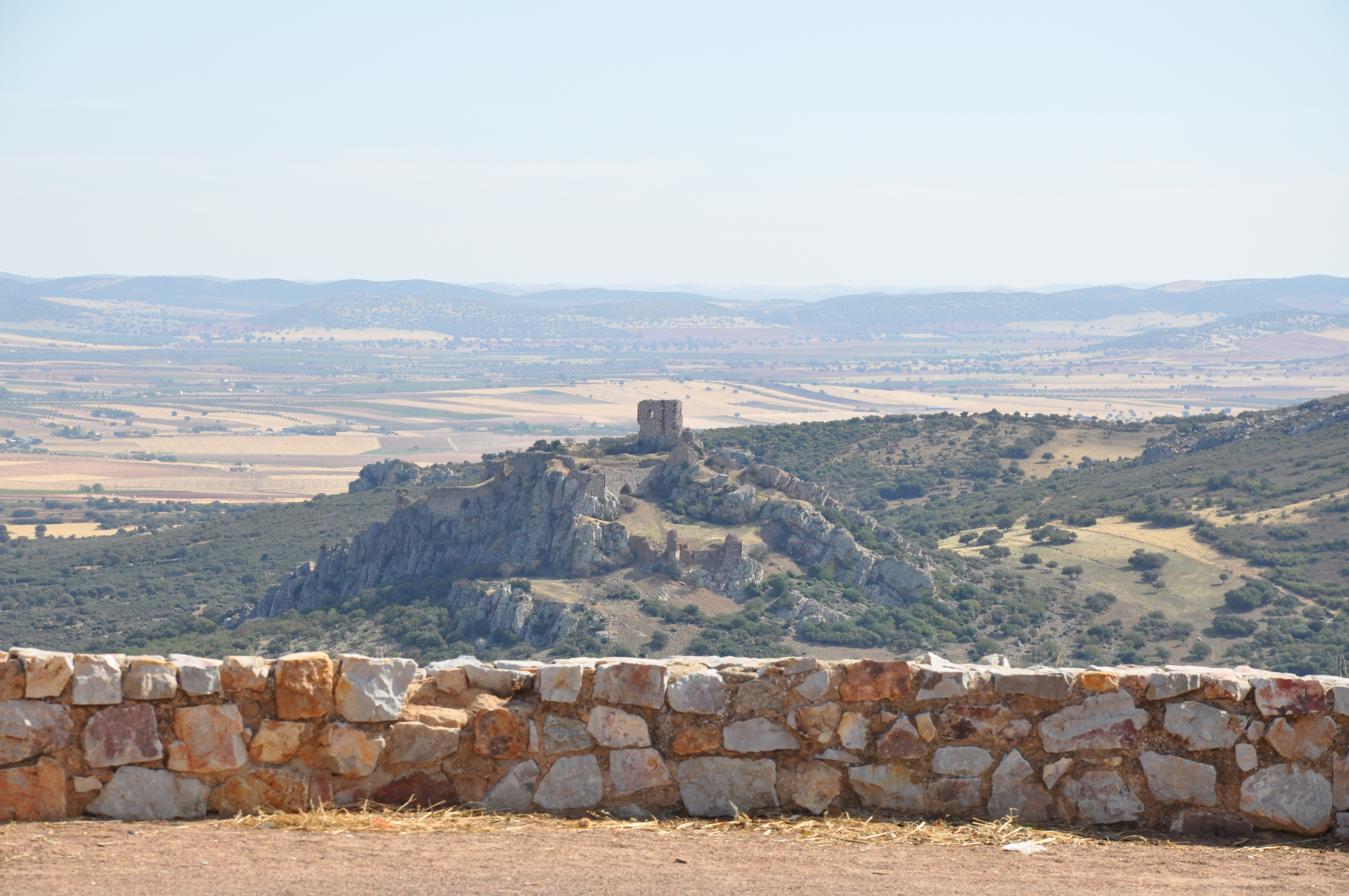
Castillo de Salvatierra visto desde el castillo convento de Calatrava la Nueva

La misión de Salvatierra como elemento de control del territorio siempre fue importante, aunque su verdadero protagonismo como vanguardia de la cristiandad llegó como consecuencia de la derrota cristiana en la batalla de Alarcos (1195) tras el desastre de Alfonso VIII y las tropas cristianas. Esto supuso un importante retroceso de las huestes cristianas en la zona, llegando a perder el castillo de Calatrava La Vieja, centro de la Orden de Calatrava, que había sido reconquistado a mediados del siglo XII. La Orden de Calatrava quedó al borde de la extinción, moralmente hundida y territorialmente reducida a su mínima expresión. Sin embargo, en 1198, el maestre Martín Pérez de Siones, con 400 caballeros y 700 peones, entraron por Manzanares desde tierras de Zorita de los Canes y, tras la supuesta traición de un musulmán, conquistaron el castillo. A partir de este momento, el castillo se convierte en escenario de acontecimientos memorables que han gestado el mito y la leyenda de esta fortaleza como «castillo de salvación». En pleno territorio musulmán, rodeados de un perímetro de 100 kilómetros, los calatravos decidieron encastillarse en Salvatierra y trasladar aquí su convento y sede de la Orden que, a partir de ahora, se llamará Orden de Salvatierra. La importancia de esta hazaña es más simbólica y moral que puramente táctica, valorándose por unos como una «obra de Dios» y por otros como una auténtica humillación. Así lo percibió el propio califa almohade Al-Násir en una carta comunicando la pérdida de Salvatierra: «habían hecho de ella los cristianos como unas alas para ir a todas partes y la habían dispuesto para que fuese la llave de las puertas de las ciudades y humillase a los hijos de Allah con sus grandes fosos y torres...».
Durante los años siguientes, el castillo de Salvatierra se convirtió en un referente para el occidente cristiano y los calatravos, lo fortificaron y poblaron ante la comprensible inquietud de los musulmanes: «la fortaleza llamada de Salvatierra había caído en manos de los adoradores de la cruz, y la presencia de un campanario en la torre de su iglesia, era una afrenta para los musulmanes que, en los cuatro puntos cardinales alrededor de esta plaza, oían a los almuédanos glorificar a Allah, y llamar a la oración...». Se trataba por tanto de una guerra psicológica. 
En el año 1211, durante los preliminares de la batalla de Las Navas de Tolosa, el califa Al-Násir cruzó Sierra Morena con un potente ejército y emplazó sus tropas en la llanura de Salvatierra dispuesto a conquistarlo.
Durante la heroica defensa del castillo, frey Ruy Díaz de Yanguas habló así a sus hombres: «Bien freires, vamos a demostrar a esos sarracenos de qué están hechos los calatravos. Vamos a dejarles claro que les resultará difícil tomar Salvatierra y que han de prepararse para un asedio largo, como nosotros lo estamos. Haremos una carga y regresaremos. Es preciso que nadie se desmande ni rompa la formación. Eso les meterá miedo en el cuerpo y nos salvará. Dejad a un lado los peones, son los más dispuestos a morir y los más fáciles de matar, no perdáis el tiempo con ellos. Atacaremos a la caballería almohade. Nos guiaremos por las enseñas verdes. Muchos apenas lleváis meses en la Orden, mas habéis sido probados por el ayuno y la obediencia, endurecidos por la vigilia y humillados por la genuflexión. Que cada hermano sea la fortaleza para el otro, porque el hermano ayudado por el hermano es como una ciudad amurallada. Alabemos al Señor de los ejércitos que nos ha concedido el honor de cabalgar en su milicia y nos premia con este día de júbilo, dispuestos como estamos a ver su rostro». Dicho esto, Ruy Díaz de Yanguas invocó a Santa María, pues los calatravos eran muy devotos de la Madre de Dios, y recibida la absolución salieron del castillo dispuestos a atacar, con 300 hombres. Dada la orden y en tres haces, manteniendo estricta formación, pusieron sus cabalgaduras a trote con las lanzas enhiestas y embrazadas, con los escudos bien sujetos. Van pendiente abajo, aprovechando la mejor posición. Ruy Díaz de Yanguas hizo girar su montura hacia la derecha buscando las grandes banderas del califa, a su concurso, le siguieron todos en perfecto orden de combate. El suelo sediento retumbaba bajo las herraduras de los trescientos nobles caballos. Entraron como afilado cuchillo, produciendo estragos. Eran como una mancha blanca en una marea negra sangrante. Sacaron a relucir sus aceros y descargaron tajos a diestro y siniestro. El maestre, seguido por el confalón, se zafó del combate y con disciplina mil veces ensayada todos se desembrazaron y formaron de nuevo. Hubo una nueva carga y otra y otra más, ante el desconcierto creciente mahometano, hasta que la caballería pesada andalusí trató de rodearlos. Ruy Díaz de Yanguas volvió grupas y cabalgaron hacia el castillo, con la caballería sarracena dispuesta a darles caza. Un grupo escogido de calatravos se dispuso a cubrir la retirada. Se volvieron a presentar batalla, se lanzaron de nuevo ladera abajo. Las capas de los calatravos fueron cayendo en un remolino de odio y de venganza. Su sacrificio no había sido en vano. El puente levadizo crujía poniendo a salvo a la mayor parte de cuantos habían protagonizado la heroica carga.[cita requerida]
51 días duró el asedio, lo primero que cayó fue la puebla o villa situada en la ladera del cerro, así como el resto de fortificaciones del entorno. Los calatravos resistieron, pero hicieron falta poderosas máquinas de guerra para destruirlo: «mandamos disponer máquinas, que se acercaron a la fortaleza arrojando piedras como montañas, al mismo tiempo que caía sobre sus defensores una espesa nube de flechas, en la que los hierros chocaban unos con otros, y el que se libraba de las piedras como montañas, no se libraba de las flechas como nubes...».[cita requerida]
Supuso un duro golpe anímico para los cristianos, el maestre envió emisarios al rey Alfonso VIII para solicitar refuerzos o permiso para rendir la fortaleza. Con harto dolor de su corazón, el monarca les dio permiso para la rendición, pues no podía socorrerles. Recibido el mensaje, Ruy Díaz de Yanguas y los defensores, escaparon en la noche, dejando atrás Salvatierra: «purificó el castillo de sus inmundicias y cambió las campanas por almuédanos; la iglesia se transformó en mezquita donde se honrase a Allah y los musulmanes tuvieron una consolación, la cual no habían tenido hacía tiempo y quedó Salvatierra en poder de los musulmanes...».[cita requerida]
La capacidad defensiva de esta fortaleza se demuestra en el hecho de que el ejército cristiano de camino a Las Navas, a pesar de acampar en los alrededores del castillo, siguió su camino sin intentar tomarlo, algo que sí habían hecho con todos los demás que encontraron a su paso, por ver demasiado costosa su rendición. Tras Las Navas, los cristianos lograron la conquista definitiva entre 1213 y 1215. Aún después del traslado de la Orden a su definitiva sede, el castillo de Calatrava La Nueva, este castillo siguió funcionando hasta el siglo XIV.

## Descripción del recinto
Destaca aún la torre del homenaje, que se yergue orgullosa frente al tiempo, construida en mampostería y esquinas de sillería de roca volcánica de gran tamaño, que le dan un contraste en tonos rojizos verdaderamente original y atractivo. Se pueden observar distintos lienzos de muralla y torres defensivas, que conformaban un espacio inabordable, aprovechando la escarpada orografía de la falda sureste para completar las protecciones. Igualmente, se pueden distinguir en estos muros los dos tipos constructivos que encontramos en el recinto, cada uno correspondiente a las dos culturas que lo poseyeron: el hormigón de cal y canto cristiano y el hormigón islámico conocido como «tabiya». En la ladera frente a Calatrava se aprecia el espacio donde se asentaba la población en torno al castillo y que debió ser la zona de más temprano abandono ya en el siglo XII. En el interior del monumento aún se conservan varias bóvedas completas pertenecientes a espacios militares y de almacenamiento, cámaras subterráneas, aljibes construidos en mampostería e incluso, adentrándose en algunas zonas al pie de la torre del homenaje, el arranque de una cúpula correspondiente a algún espacio cultural.

## Estado de conservación
En la actualidad, el castillo de Salvatierra es de ruina y su titularidad es privada al quedar dentro de lo que en su día fue la encomienda de la Sacristanía Mayor. A pesar de la situación en la que se encuentra, quien se acerca a visitar lo que en otros tiempos fueron imponentes murallas pueden percatarse de la impresionante potencia y tamaño de la fortaleza. Está declarado bien de interés cultural, protegido por la Declaración genérica del Decreto de 22 de abril de 1949, y la Ley 16/1985 sobre el Patrimonio Histórico Español. En el año 2019, entró en la Lista roja de patrimonio en peligro.